# Kanadas Grand Prix 2004
Kanadas Grand Prix 2004 var det åttonde av 18 lopp ingående i formel 1-VM 2004.

## Rapport
Kvalet kom att stå mellan två förare, Jenson Button i BAR och Ralf Schumacher i Williams. Det såg länge ut som att Button skulle ta säsongens andra pole position men Ralf Schumacher visade att Gilles Villeneuve-banan är en favorit genom att ta pole position med några tusendels sekunders marginal, vilket var hans första sedan loppet i Frankrike 2003. 
Sedan följde Jarno Trulli i Renault, precis som i kvalet till Europas Grand Prix, och Juan Pablo Montoya i Williams.
I det tredje ledet stod Fernando Alonso i Renault, som varit 0,3 sekunder långsammare än Montoya, och den tidigare så snabbe Michael Schumacher i Ferrari.
Hans stallkamrat Rubens Barrichello stod på den sjunde startrutan och Kimi Räikkönen i McLaren på den åttonde. Sedan följde David Coulthard i McLaren och Christian Klien i Jaguar, som lite överraskande kvalade in bland de tio främsta för första gången. Takuma Sato i BAR, som varit mycket snabb tidigare under helgen, drabbades av övermod under sitt kvalvarv och snurrade i sista chikanen och fick starta långt bak i fältet.
Ralf Schumacher hade inga större problem med att hålla undan i starten, där det största hotet inte var Button utan Trulli. Den senares lopp var dock över tämligen snabbt då han på grund av ett transmissionsproblem tvingades bryta efter några hundra meter. 
Ställningen var nu Ralf Schumacher, Button och Alonso, som lyckats passera Montoya i starten. Bakom dessa följde Michael Schumacher, Räikkönen och Barrichello. 
En seriekrock inträffade längre ner i fältet i den första kurvsektionen, i vilken bland annat Mark Webber i Jaguar, Coulthard, Giancarlo Fisichella i Sauber, Sato och Klien var involverade. Alla verkade klara sig oskadda därifrån utom Webber som tvingades bryta i ett tidigt skede. Efter att alla som planerat tre depåstopp genomfört sitt första depåbesök, insåg man ganska snabbt att Ferrari inte var helt uträknade, trots bleka kvalinsatser. Det hela kom att utveckla sig till en stenhård duell mellan ledaren Ralf Schumacher, som länge såg ut som segrare, och Michael Schumacher och Barrichello. 
Alonso var också bra med länge, men efter ett ödesdigert depåstopp där bränslepåfyllningen strulade, försvann hans chanser till ett bra resultat, vilket dock inte spelade någon roll eftersom han senare tvingades bryta tävlingen. Sato hade också problem och fick avbryta tävlingen efter ytterligare ett motorhaveri, vilket var hans tredje i rad. Även Nick Heidfeld i Jordan hade problem under ett av sina depåstopp då han körde på en av sina mekaniker, som dock klarade sig från allvarligare skador. 
Senare utspelades sig en frenetisk kamp mellan Ferrariförna Michael Schumacher och Barrichello, som var uppenbart mycket snabbare men inte lyckades ta sig förbi. Att Michael Schumacher inte släppte förbi stallkollegan bidrog till att han sedan kunde passera Ralf Schumacher utan problem när denne gick i depå för sitt sista depåstopp. Michael Schumacher gjorde nu det ovanliga, att vinna från den sjätte startrutan, före sin bror som inte lyckades hålla emot. Barrichello kunde inte ta sig förbi Ralf Schumacher och kom trea före Button. Montoya gick i mål som femma före Fisichella, som återigen plockade välbehövliga poäng till stallet. 
Räikkönen gjorde ingen lyckad tävling men slutade trots fyra depåstopp och ett drive-through-straff på en hedrande sjundeplats före Cristiano da Matta i Toyota. 
Brasilianen Felipe Massa i Sauber kraschade svårt nere i hårnålen åtta varv från mål när bromsarna havererade och han for in i däckvallen i hög fart. Massa ådrog sig dock inga större skador. Efter att FIA i efterhand gjort kontrollmätningar fastslogs det att både Williams och Toyota hade använt för stora luftintag till bromsarna och därför diskvalificerades från tävlingen. Detta förändrade resultatet så att där Barrichello blev tvåa, vilket gav Ferrari en dubbelseger. Button flyttades upp till tredje plats och tog därmed ytterligare en pallplats. Debutanten Timo Glock tog sjundeplatsen och därmed poäng i sitt första race.

## Resultat
1. Michael Schumacher, Ferrari, 10 poäng
2. Rubens Barrichello, Ferrari, 8
3. Jenson Button, BAR-Honda, 6
4. Giancarlo Fisichella, Sauber-Petronas, 5
5. Kimi Räikkönen, McLaren-Mercedes, 4
6. David Coulthard, McLaren-Mercedes, 3
7. Timo Glock, Jordan-Ford, 2
8. Nick Heidfeld, Jordan-Ford, 1
9. Christian Klien, Jaguar-Cosworth
10. Zsolt Baumgartner, Minardi-Cosworth

### Förare som bröt loppet
- Felipe Massa, Sauber-Petronas (varv 62, olycka)
- Takuma Sato, BAR-Honda (48, motor)
- Fernando Alonso, Renault (44, drivaxel)
- Gianmaria Bruni, Minardi-Cosworth (30, växellåda)
- Mark Webber, Jaguar-Cosworth (6, upphängning)
- Jarno Trulli, Renault (0, transmission)

### Förare som diskvalificerades
- Ralf Schumacher, Williams-BMW  (varv 70)
- Juan Pablo Montoya, Williams-BMW  (70)
- Cristiano da Matta, Toyota (69)
- Olivier Panis, Toyota (69)